# 彼得兔
比得兔，又譯彼得兔，（英語：Peter Rabbit）是一個虛構的圖畫小說擬人角色，他的作者是英國女作家暨插畫家碧雅翠絲·波特（Helen Beatrix Potter）。比得兔最早出現在1902年所出版的童書：《比得兔的故事》（The Tale of Peter Rabbit），之後，碧雅翠絲·波特又陸續出版五本和比得兔有關的童書。

## 比得兔的由來
比得兔的名字，是來自於作者波特小姐童年時所飼養的一隻兔子。最早的比得兔故事原形，是來自於1893年，波特小姐寫給她家庭教師的兒子的信件。這位家庭老師的兒子諾亞長期臥病在床，所以波特小姐以說故事的方式，作為這位小男孩的娛樂，並且在故事當中鼓勵他。
1902年6月，比得兔的第一個故事：《比得兔的故事》（The Tale of Peter Rabbit）被英國的出版社費德里克·沃恩公司所出版。初版時，只有印製28,000本。但是，截至2008年，該書在全世界的銷量已經突破4000萬本。同時，全部的比得兔故事系列，則已經銷售突破1億5100萬本，並且被翻譯為30多個不同語言的版本。
比得兔在故事當中，以擬人化的手法呈現，他穿著藍色的夾克和棕色的鞋子。比得兔的家庭除了媽媽之外，還有三位妹妹。比得兔的爸爸，很遺憾地被農夫麥奎格（McGregor）夫婦給吃掉了。

## 比得兔故事系列

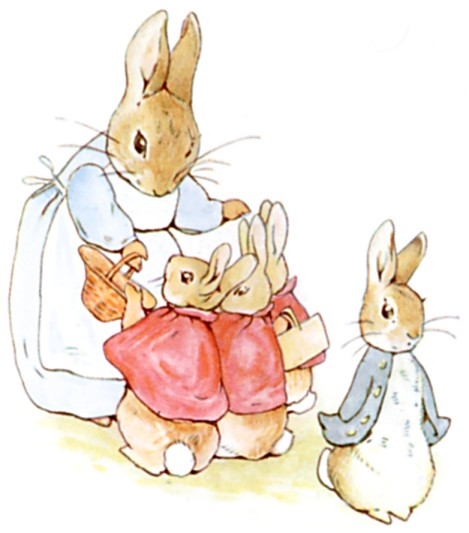
比得兔一家。

比得兔的第一個故事，名為：《比得兔的故事》（The Tale of Peter Rabbit）。故事當中，比得兔和小福不聽從媽媽的指示，溜進了麥奎格先生（Mr. McGregor）的菜園，頑皮的比得兔拼命地偷吃麥奎格所種的蔬菜。糟糕的是，比得兔被發現了，所以他趕快逃跑。逃跑當中，比得兔把他的藍夾克和鞋子都弄丟了。最後，麥奎格用比得兔留下的夾克與鞋子，做了一個稻草人放在菜園當中。
1904年，波特小姐出版了第二本比得兔的故事書：《小兔本杰明的故事》（The Tale of Benjamin Bunny）。小兔班杰明（Benjamin Bunny）是比得兔的堂兄，他和比得兔兩個人一起溜進麥奎格的菜園，打算把比得兔的夾克和鞋子偷回來。但是很遺憾的，他們兩人被麥奎格所養的大貓給抓住了。幸好小兔本杰明的爸爸及時出現，救了他們兩人。但是為了懲罰他們的頑皮，小兔本杰明的爸爸用樹枝，狠狠抽打了的屁股一頓。
西元1905年出版的The Tale of Mrs. Tiggy-Winkle故事書當中，比得兔和本杰明客串出場了一個畫面。本書的主角Mrs. Tiggy-Winkle是一名脾氣暴躁的洗衣，當她將比得家的送洗衣服送回時，比得兔和許多的角色出現在故事當中。但是僅是驚鴻一瞥而已。
1909年出版的The Tale of Ginger and Pickles當中，比得兔依然是串場的角色之一。同年出版的The Tale of the Flopsy Bunnies當中，比得兔已經長大了。她的姐姐嫁給了小兔本杰明，並且生了一窩的小白兔。比得兔則是變成了一位種菜的農夫。這集的故事，主要是敘述這一群小兔子，來向比得兔拿菜園裡多餘的白菜的過程。
1912年出版的《托德先生的故事》（The Tale of Mr. Tod），是正宗比得兔系列的最後一個故事。本杰明和Flopsy的小孩，被惡名昭彰的獾湯美（Tommy Brock）給拐走了。比得兔和班杰明一起尋找Brock的下落，最後在狐狸托德先生（Mr. Tod）的家中找到了他。托德一進屋子，發現Brock睡在他的床上，非常得生氣。於是，托德就和Brock打起架來。趁此機會，比得兔和班杰明將小兔子們全部救了出來。

## 相關商品

Enfamil奶粉的外包裝。

比得兔的布偶在 1903 年登記專利，這也讓彼得兔成為第一個需要授權的卡通人物。出版社費德里克·沃恩公司擁有波特小姐所創角色的商標，不過由於比得兔的故事系列皆於1923 年前出版，所以這些故事書在美國已經進入公有領域。
比得兔的大受歡迎，同時也衍生出了許多的同人作品。1992年，書商將其集結成冊，發行了一本比得兔的同人作品：《The World of Peter Rabbit and Friends》。
比得兔在1971年首度現身大螢幕，出現在一部芭蕾舞劇電影：《碧雅翠絲·波特的故事》（The Tales of Beatrix Potter）。
比得兔同時也是美國的幼兒奶粉品牌Enfamil的封面角色。
比得兔的故事與相關商品在日本非常受歡迎，東京的三菱日聯信託銀行更把這個人物當作該銀行的吉祥物。
英國皇家鑄幣局曾於2016年及2017年推出比得兔紀念幣，皆廣受歡迎，很快就全部售完。
2007年，與作者相關的傳記式電影《波特小姐：比得兔的故事》（Miss Potter）上映。

## 改編作品

### 动画
《彼得兔》这部动画片里，彼得兔和本杰明认识了莉莉，它们去麦格先生的的花园里摘草莓，从此彼得兔三人就这么展开冒险......

### 電影
- 《比得兔》（2018）
- 《比得兔兔》（2021）

## 外部連結
- 比得兔官方網站 （页面存档备份，存于）
- 比得兔官方的Facebook專頁
- YouTube上的比得兔官方頻道
- Enfamil奶粉公司 （页面存档备份，存于）
- 碧雅翠絲·波特作品集 線上點閱